# The Else
The Else é o décimo segundo álbum de estúdio da banda They Might Be Giants, lançado a 10 de Julho de 2007.
A edição em CD incluía um disco bónus de material raro, sendo mais tarde vendido em separado. O disco atingiu o nº 1 do iTunes Alternative Albums.

## Faixas
Todas as faixas por They Might Be Giants, exceto onde anotado.
1. "I'm Impressed" – 2:39
2. "Take Out the Trash" – 3:14
3. "Upside Down Frown" – 2:17
4. "Climbing the Walls" – 3:15
5. "Careful What You Pack" – 2:40
6. "The Cap'm" – 3:11
7. "With The Dark" – 3:17
8. "The Shadow Government" – 2:37
9. "Bee of the Bird of the Moth" – 3:31
10. "Withered Hope" (King, Simpson, They Might Be Giants) – 2:54
11. "Contrecoup" – 3:11
12. "Feign Amnesia" – 2:29
13. "The Mesopotamians" – 2:57

### Cast Your Pod to the Wind(Disco bónus)
1. "Put Your Hand on the Computer"
2. "I'm Your Boyfriend Now"
3. "Why Did You Grow a Beard?"
4. "We Live in a Dump"
5. "Brain Problem Situation"
6. "Sketchy Galore"
7. "Microphone"
8. "Vestibule"
9. "Greasy Kid Stuff"
10. "Metal Detector" (Ao vivo)
11. "Employee of the Month"
12. "Homunculus"
13. "No Plan B" (Ao vivo)
14. "Morgan in the Morning"
15. "Kendra McCormick"
16. "Yeah, the Deranged Millionaire"
17. "My Other Phone Is a Boom Car"
18. "I Hear a New World"
19. "(She Was a) Hotel Detective in the Future"
20. "Haunted Floating Eye"
21. "Scott Bower"
22. "The Mexican Drill"
23. "Cast Your Pod to the Wind"